# Øbro og Tornbjerg
Øbro og Tornbjerg er et dansk forfatterpar bestående af ægteparret Jeanette Øbro og Ole Tornbjerg.
Parret debuterede som skønlitterære forfattere, da de vandt Politikens Store Krimikonkurrence i 2010 med krimien Skrig under vand.
Skrig under vand handler om den dansk-engelske kriminalpsykolog Katrine Wraa, der er uddannet i England og bliver hentet til Danmark for at arbejde for drabsafdelingen i København.
Serien med Katrine Wraa fortsætter med Djævlens Ansigt (2011), Evas sidste nat (2013) og Det norske job (2014). Serien udkommer på Politikens Forlag og er solgt til udgivelse i fem lande.
Alle bøger har fået fire – fem-stjernede anmeldelser Arkiveret 17. marts 2016 hos  Wayback Machine og har givet Øbro og Tornbjerg en stor læserskare. I 2015 vandt parret Martha-Prisen for Det norske job.
Femte bind i Katrine Wraa-serien, Pigen og Vogteren, udkom i efteråret 2016 og sjette bind, De ustraffede, udkom i 2018.